# Kremlin Cup 1996
La Kremlin Cup 1996 è stato un torneo di tennis giocato sul cemento indoor. È stata la 7ª edizione del torneo maschile che fa parte della categoria World Series nell'ambito dell'ATP Tour 1996 e la prima del torneo femminile che fa parte della categoria Tier III nell'ambito del WTA Tour 1996.
Il torneo si è giocato allo Stadio Olimpico di Mosca, 
in Russia, dal 27 ottobre al 10 novembre 1996.

## Campioni

### Singolare maschile
Goran Ivanišević ha battuto in finale  Evgenij Kafel'nikov con il punteggio di 3–6, 6–1, 6–3

### Singolare femminile
Conchita Martínez ha battuto in finale  Barbara Paulus con il punteggio di 6–1, 4–6, 6–4

### Doppio maschile
Rick Leach /  Andrej Ol'chovskij hanno battuto in finale  Jiří Novák /  David Rikl con il punteggio di 4–6, 6–1, 6–2

### Doppio femminile
Natalija Medvedjeva /  Larisa Neiland hanno battuto in finale  Silvia Farina /  Barbara Schett con il punteggio di 7–6, 4–6, 6–1